# Moscow Mule

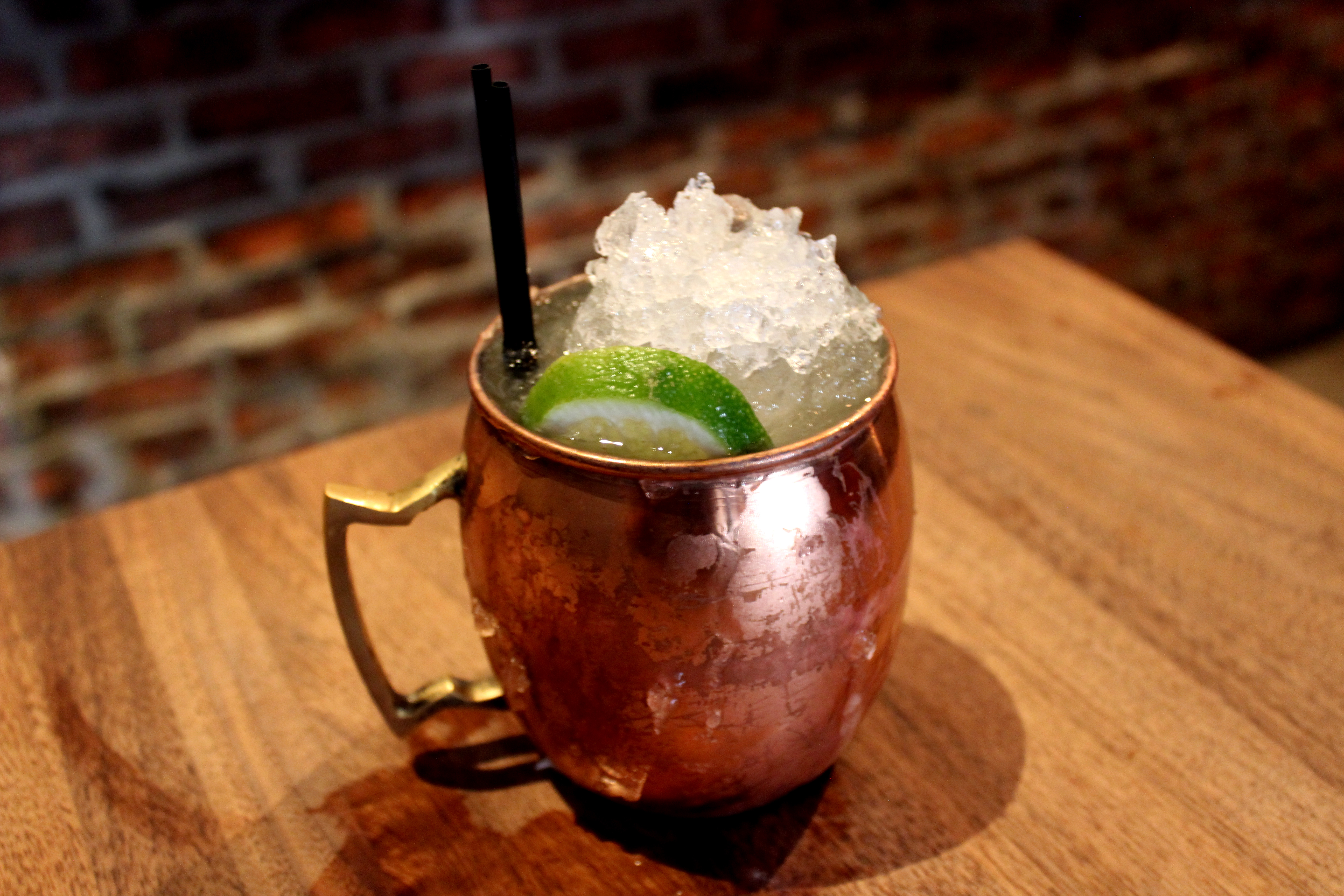
Moscow Mule in einer Kupfertasse

Der Moscow Mule ist ein Cocktail mit Ingwergeschmack und gehört zu den Highballs, enthält also neben einer Basisspirituose einen größeren Anteil an nicht-alkoholischen Zutaten (sog. Filler). Angelehnt an die klassische Getränkegruppe der Bucks – Mischungen aus Spirituose, Zitrussaft und Ginger Beer (einer scharf-würzigen Ingwerlimonade) – wird der Moscow Mule mit Wodka zubereitet und typischerweise in einer Kupfertasse on the rocks serviert. Er trug in den 1950er Jahren maßgeblich dazu bei, Wodka in den Vereinigten Staaten als Mix-Spirituose zu etablieren.

## Geschichte
Der Moscow Mule entstand Anfang der 1940er Jahre in den Vereinigten Staaten. Zu jener Zeit war Wodka dort noch weitgehend unbekannt, und John G. Martin, Manager des Spirituosenunternehmens G. F. Heublein Brothers Inc., suchte nach Wegen, dies zu ändern. Er traf 1941 auf John A. „Jack“ Morgan, Wirt im Cock’n Bull Pub in Hollywood, der seine selbsthergestellte Ingwerlimonade vermarkten wollte. Gemeinsam mit Kunett soll die Idee entstanden sein, einen Drink aus beiden Zutaten zu kreieren, der in einem Kupferbecher serviert wurde, um ihn unverwechselbar zu machen. Die Kupferbecher wurden in Bars verteilt, und geschicktes Marketing trug bald zur großen Popularität des Drinks bei – der Moscow Mule leitete den Wodka-Boom der 1950er Jahre ein.
Maßgeblich für den Geschmack ist nicht die Wahl des Wodkas – ohnehin eine nahezu neutral schmeckende Spirituose –, sondern des Ginger Beers. Dabei handelt es sich jedoch nicht um Bier im herkömmlichen Sinn, sondern um eine scharf-würzige Limonade mit Ingwer. Da echtes Ginger Beer lange Zeit in Europa kaum erhältlich war, wurde es mitunter durch den wesentlich milderen Softdrink Ginger Ale ersetzt. Die bessere Verfügbarkeit von Ginger Beer seit der Jahrtausendwende trug in den letzten Jahren zur zunehmenden Beliebtheit des Mixgetränks in Deutschland bei.

## Zubereitung und Varianten

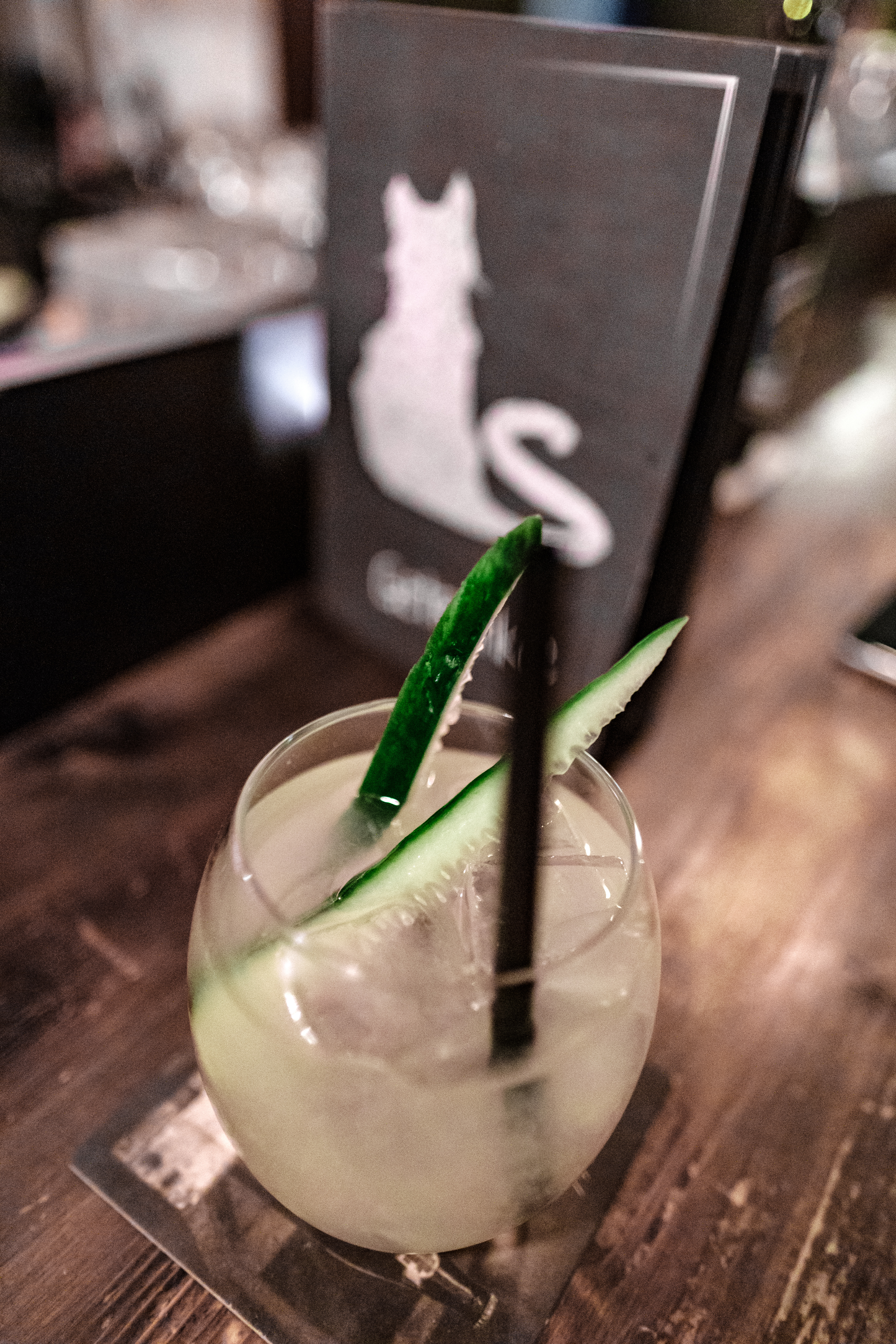
Kicking Mule in einer Bar

Üblicherweise wird ein Moscow Mule in einem Kupferbecher oder einer Kupfertasse, alternativ einem Highball- oder Longdrinkglas zubereitet, indem man Limettenviertel darin auspresst, Eiswürfel sowie einen Teil Wodka und drei Teile Ginger Beer hinzufügt und kurz umrührt.
Verbreitet ist auch, einige Spritzer („Dashes“) eines Aromatic Bitter, zum Beispiel Angosturabitter, hinzuzufügen. Diese Variante wird teilweise Kicking Mule genannt. Weitere Variationen entstehen durch den Austausch der Basisspirituose, so der Three Legged Mule mit (Irish) Whiskey und der London Buck mit Gin statt Wodka und mit Zitronensaft statt Limette. In Deutschland werden Varianten auch Munich Mule genannt, zum Beispiel die Kombination aus Gin, Limettensaft, Ginger Beer und Gurkenscheibe.